# Chloreuptychia arnea
Chloreuptychia arnea är en fjärilsart som beskrevs av Fabricius 1777. Chloreuptychia arnea ingår i släktet Chloreuptychia och familjen praktfjärilar. Inga underarter finns listade i Catalogue of Life.